# Rojo (Red Garland)
Rojo è un album di Red Garland, pubblicato dalla Prestige Records nel 1961. Il disco fu registrato il 22 agosto 1958 al "Rudy Van Gelder Studio" di Hackensack, New Jersey (Stati Uniti).

## Tracce
Lato A
1. Rojo – 8:51 (Red Garland)
2. We Kiss in the Shadow – 6:44 (Richard Rodgers, Oscar Hammerstein II)
3. Darling je vous aime beaucoup – 5:11 (Anna Sosenko)

Lato B
1. Ralph J. Gleason Blues – 6:40 (Red Garland)
2. You Better Go Now – 5:10 (Bickley Reichner, Irvin Graham)
3. Mr. Wonderful – 8:14 (Jerry Bock, Larry Holofoener, George David Weiss)

## Musicisti
- Red Garland - pianoforte
- George Joyner - contrabbasso
- Charlie Persip - batteria
- Ray Barretto - congas (tranne nei brani: A2 & B2)